# 파고솜

파고솜과 파고리소좀이 형성되는 세균의 식작용

세포생물학에서 파고솜(phagosome)은 식세포가 식작용을 통해 섭취한 입자 주위에 만들어지는 소포이다. 식작용 능력이 뛰어난 전문 식세포에는 대식세포, 호중구, 수지상세포(DC)가 있다.
파고솜은 미생물, 노화된 세포, 세포자멸사 예정인 세포 주변의 세포막이 융합하여 형성된다. 파고솜은 리소좀을 동원하고 서로 융합하여 성숙한 파고리소좀을 형성하는 막 단백질을 가지고 있다. 리소좀에는 병원균을 죽이고 소화시키는 가수 분해 효소와 활성 산소종(ROS)이 포함되어 있다. 파고솜은 식작용 능력이 전문 식세포에 비해서 떨어지는 비전문 식세포에서도 형성될 수 있지만, 더 작은 범위의 입자만 삼킬 수 있으며 ROS는 들어 있지 않다. 소화된 입자에서 유용한 물질(아미노산 등)은 세포질로 이동하고 노폐물은 세포외 배출에 의해 제거된다. 파고솜 형성은 조직 항상성과 병원체에 대한 선천성, 적응성 면역에 중요하다.
그러나 일부 세균은 오히려 침투 전략으로 식작용을 이용할 수 있다. 파고리소좀 내부에서 생존하는 콕시엘라 버네티(Coxiella burnetii, 큐열의 원인균)와 같은 경우, 파고솜이 리소좀과 융합하여 파고리소좀을 형성하기 전에 세포질로 탈출하는 리케차(Rickettsia) 같은 경우가 그 예시이다.
결핵균(Mycobacterium tuberculosis)이나 미코박테륨 아비움 아종 투베르쿨로시스(Mycobacterium avium paratuberculosis)와 같은 많은 미코박테륨 세균은 숙주 대식세포를 조작해 파고솜과 리소좀의 융합을 막고, 성숙한 파고리소좀이 만들어지는 것을 방해한다. 이러한 파고솜의 불완전한 성숙은 파고솜 안이 병원체가 살기 좋은 환경으로 유지되도록 만든다.

## 형성
파고솜은 세균이나 노화되고 사멸된 세포 전체를 분해하기에 충분히 크다. 보통 직경은 0.5μm보다 크다. 따라서 파고솜은 나노미터 단위로 측정되는 엔도솜보다 훨씬 크다.
파고솜은 병원체나 옵소닌이 식세포 표면에 무작위적으로 배열되어 있는 막관통 수용체에 결합할 때 형성된다. 결합된 후 바깥에서 안쪽으로 들어온 신호는 액틴의 중합체화와 위족 형성을 유발한다. 이 구조들은 미생물을 둘러싸고, 둘러싸인 미생물과 융합한다. 단백질인산화효소 C(PKC), 포스포이노시티드 3-인산화효소, 인지질분해효소 C(PLC)는 입자를 세포 안으로 들여 보내는 데에 모두 필요한 효소들이다. 입자와 결합하는 세포 표면의 수용체가 많아지면 결합력(avidity)를 증가시킨다. Fc 수용체(FcR), 보체 수용체(CR), 만노스 수용체, 덱틴-1은 식작용 수용체(phagocytic receptor)로, 이들이 섬유아세포와 같은 식세포가 아닌 세포에서 발현되면 식작용을 유도할 수 있다. 톨유사수용체(TLR) 같은 다른 단백질들은 병원체의 분자 패턴 인식에 관여하며 파고솜에도 종종 동원되지만, 식세포가 아닌 세포에서 특이적으로 식작용을 유발하지는 않으므로 식작용 수용체로는 분류되지 않는다.

### 옵소닌화
옵소닌은 항체나 보체와 같은 병원체에 달라붙어 식작용을 상향조절하는 분자들이다. 면역글로불린 G(IgG)는 혈청의 주된 항체 동형으로, 적응면역의 일부이다. 그러나 IgG는 대식세포를 동원해 병원체를 포식할 수 있게 하여, 선천면역과도 연결되어 있다. 항체는 다양한 Fab 도메인을 통해 미생물과 결합하며, Fc 도메인은 Fc 수용체에 결합하여 식작용을 유도한다.
보체에 의해 물질이 안으로 들어올 때는 막이 튀어나오는 현상이 훨씬 덜 나타나지만, 양쪽 하류 신호 전달 경로는 모두 GTP가수분해효소 로 패밀리를 활성화시키는 쪽으로 수렴한다. 이를 통해 파고솜이 엔도솜, 리소좀과 융합하기 위해 필요한 액틴 중합체화를 조절한다.

### 식세포가 아닌 세포
다른 비전문 식세포들도 어느 정도 식작용 활성을 가진다. 예를 들어 갑상샘과 방광의 상피세포는 적혈구를 탐식할 수 있다. 또한, 망막의 상피세포는 막대세포를 안으로 들여보낼 수 있다. 그러나 비전문 식세포는 Fc 수용체와 같은 특이적인 식작용 수용체를 발현하지 않으며, 물질을 섭취하는 속도 역시 훨씬 느리다.
일부 침습적인 세균은 일부러 숙주에게 섭취되기 위해, 비전문 식세포에서 식작용을 유도할 수도 있다. 예를 들어 이질의 원인균으로 잘 알려진 시겔라(Shigella)는 숙주의 세포골격을 대체하는 독소를 분비하며, 창자세포의 기저측부 쪽으로 진입한다.

## 구조
파고솜의 막은 원형질막의 융합에 의해 형성되므로, 인지질 이중층의 기본적인 조성은 같다. 이후 파고솜과 리소좀, 엔도솜이 융합하여 함께 막을 이루며, 특히 기생충과 같이 탐식된 입자가 매우 클 때 막을 더 크게 만드는 게 중요해진다. 또한 리소좀과 엔도솜은 파고솜으로 다양한 막 단백질을 전달하며 세포 소기관의 구조를 바꾼다.

## 성숙 과정
막 발생한 파고솜이 처음부터 살균 능력을 가지는 것은 아니다. 파고솜이 성숙하면 pH 6.5에서 pH 4 정도로 더 산성을 가지게 되고 특징적인 표지 단백질과 가수 분해 효소를 얻는다. 효소는 제각각 다른 최적의 pH에서 기능하며, 이로 인해 여러 효소가 성숙 과정의 짧은 순간에만 각각 작동할 수 있게 된다. 효소 활성은 pH를 바꾸면 정교하게 조절될 수 있으므로 과정에 유연성이 생긴다. 파고솜은 세포골격의 미세소관을 따라 움직이며 엔도솜이나 리소좀과 융합한다. 이 세포 내 운반 과정은 파고솜의 크기에 의존적이다. 직경 약 3μm의 비교적 큰 소기관은 세포의 가장자리 부위에서 핵 근처로 지속적으로 운반되지만, 직경 약 1μm의 작은 소기관은 세포 가운데와 가장자리의 가운데에서 앞뒤 양쪽으로 운반된다. V형 ATP가수분해효소는 파고솜으로 이동해 내부를 더 산성으로 만들어 병원체가 더 살아남기 어렵게 만들고 단백질 분해를 촉진한다. 세균의 단백질은 낮은 pH에서 변성되어 산성 환경에 영향을 받지 않는 단백질분해효소에 의해 분해되기 쉬워진다. 효소는 이후 배설되기 전에 파고리소좀에서 재활용되어 낭비되지 않도록 한다. 인지질 막의 조성도 파고솜이 성숙하면서 변화한다.
융합은 파고솜의 내용물에 따라 수 분에서 수 시간까지 걸릴 수 있다. Fc 수용체나 만노스 수용체에 의해 매개되는 융합은 30분도 걸리지 않지만, 라텍스 비드가 포함된 파고솜은 리소좀과 융합하는 데에 수 시간이 걸릴 수 있다. 파고솜 막의 조성이 성숙 속도에 영향을 끼친다고 여겨진다. 결핵균(Mycobacterium tuberculosis)은 매우 소수성인 세포벽을 가지고 있는데, 이 세포벽이 막의 재활용과 융합 인자의 동원을 막는다는 가설이 제기되었다. 따라서 파고솜이 리소좀과 융합하지 못하게 되며 세균은 파고솜에 의해 분해되는 것을 피하게 된다.
작은 분자가 큰 분자보다 더 빠르게 운반되는데, 이는 융합 도중에 파고솜과 다른 소포 사이에 제한적인 교환만이 가능한 수용성 통로(aqueous channel)이 생긴다는 것을 시사한다.

### 융합 조절
물질이 안으로 들어온 직후 F-액틴이 새롭게 형성된 파고솜에서 탈중합체화되어 엔도솜과 융합되고 단백질을 전달할 수 있게 된다. 성숙 과정은 작은 Rab GTP가수분해효소에 의해 조절되는 특징적인 표지 단백질을 기준으로 초기와 후기 단계로 나뉜다. Rab5는 초기 파고솜에 존재하며 Rab7이 특징적으로 나타나는 후기 파고솜으로의 전환을 조절한다.
Rab5는 PI-3 인산화효소와 Vps34와 같은 다른 단백질을 파고솜 막으로 동원하여 엔도솜이 파고솜으로 단백질을 전달할 수 있게 만든다. Rab5는 효모에서 CORVET 복합체와 HOPS 복합체를 통해 Rab7로의 이행에 부분적으로 관련되어 있다. 포유류에서 파고솜의 성숙 경로는 잘 이해되어 있지 않지만, HOPS가 Rab7과 결합해 구아노신 뉴클레오타이드 해리 억제제(GDI)를 대체할 수 있다는 주장이 제기되었다. Rab11 is involved in membrane recycling.

### 파고리소좀
파고솜은 리소좀과 융합하여 여러 살균 능력을 가지는 파고리소좀을 형성한다. 파고리소좀은 활성 산소종(ROS), 활성 질소종(NOS), 가수 분해 효소를 포함하고 있다. 파고리소좀 안쪽은 세포막을 가로질러 H+를 이동시키는 양성자 펌프인 V형 ATP가수분해효소에 의해 산성 환경이며, 산성 환경으로 인해 세균의 단백질은 변성된다.
파고리소좀의 정확한 속성은 식세포의 종류에 따라 달라진다. 수지상세포의 파고리소좀은 대식세포나 호중구의 파고리소좀보다 살균 능력이 약하다. 또한 대식세포는 전염증성의 살해 세포인 M1과 복구 기능이 주된 M2 유형으로 나뉜다. M1 대식세포의 파고리소좀은 아르지닌을 매우 반응성이 큰 일산화 질소로 대사할 수 있다. 반대로 M2 대식세포는 아르지닌을 이용해 세포 증식과 조직 복구를 촉진하는 오르니틴을 생산한다.

## 기능

### 병원체 분해
대식세포와 호중구는 병원체 분해의 대부분을 수행하는 전문 식세포지만 다른 살균 방법들도 가지고 있다. 호중구는 파고솜과 융합하는 과립을 안에 가지고 있다. 과립은 독성을 가지는 산소와 염소 파생물을 생산하는 NADPH 산화효소와 골수세포형과산화효소를 포함하고 있다. 산소와 염소 파생 물질은 호흡폭발이라는 기전을 통해 병원체를 살해한다. 단백질분해효소와 항미생물 펩타이드도 파고솜 안에서 파고리소좀으로 방출된다. 대식세포는 호중구에 비해 과립이 부족하여 파고리소좀의 산성화, 글리코사이드 가수분해효소, 단백질분해효소 등을 통해 미생물을 소화시키는 데에 더 의존적이다. 수지상세포의 파고솜은 보다 덜 산성이며 가수분해 활성도 훨씬 약하다. 이는 리소좀 단백질분해효소 농도가 낮고 심지어 단백질분해효소를 억제하는 물질도 존재하기 때문이다.

### 염증
파고솜 형성은 공통 신호 분자들을 통해 염증 과정과 연결되어 있다. PI-3 인산화효소와 PLC가 병원체를 안으로 들이는 기전과 염증 촉발 기전에 모두 관련되어 있다. 이 두 단백질과 Rho GTP가수분해효소는 사이토카인 생산을 유도하고 MAPK/ERK 경로를 활성화시키는 선천면역 반응의 중요한 요소이다. IL-1β, IL-6, TNFα, IL-12와 같은 전염증성 사이토카인이 모두 생산된다.
이런 과정은 모두 정밀하게 조절되며, 염증 반응은 파고솜 안 입자의 종류에 따라 달라진다. 병원체에 감염되어 세포자멸사되는 세포는 염증을 유발하지만, 정상 조직 교체 과정의 일부로서 분해되는 중인 손상된 세포는 염증을 유발하지 않는다. 반응은 옵소닌 매개 식작용에 따라서도 달라진다. Fc 수용체와 만노스 수용체에 의해 매개된 반응은 전염증성 활성 산소종과 아라키돈산 분자를 생산하지만, 보체 수용체에 의해 매개된 반응은 이런 물질들은 생산하지 않는다.

### 항원제시
미성숙 수지상세포도 식작용을 할 수 있지만, 성숙한 수지상세포는 세포골격 리모델링에 관련된 Rho GTP가수분해효소의 변화로 인해 식작용이 불가능하다. 수지상세포의 파고솜은 대식세포나 호중구의 파고솜에 비해 가수분해 활성도 적고 덜 산성이다. 수지상세포는 병원체를 분해하기보다는 항원제시에 주로 관여하기 때문이다. 수지상세포의 파고솜은 특이적인 병원체 인식을 위해 적당한 크기로 단백질 조각을 안에 보관하고 있어야 하므로 펩타이드를 부분적으로만 분해한다. 병원체에서 온 펩타이드는 주조직 적합성 복합체(MHC) 분자와 결합된다. 펩타이드 항원은 림프구에 제시되는데 이때 T세포 수용체(TCR)와 결합하여 T세포를 활성화시킨다. 이 항원제시 과정은 선천면역 과정에서 분해된 항원을 적응면역의 세포에게 제시하는 과정으로, 두 면역계 사이의 연결고리 역할을 한다. 항원제시는 포유류, 조류, 유악어류에게 특이적이며 곤충은 적응면역계를 가지고 있지 않다.

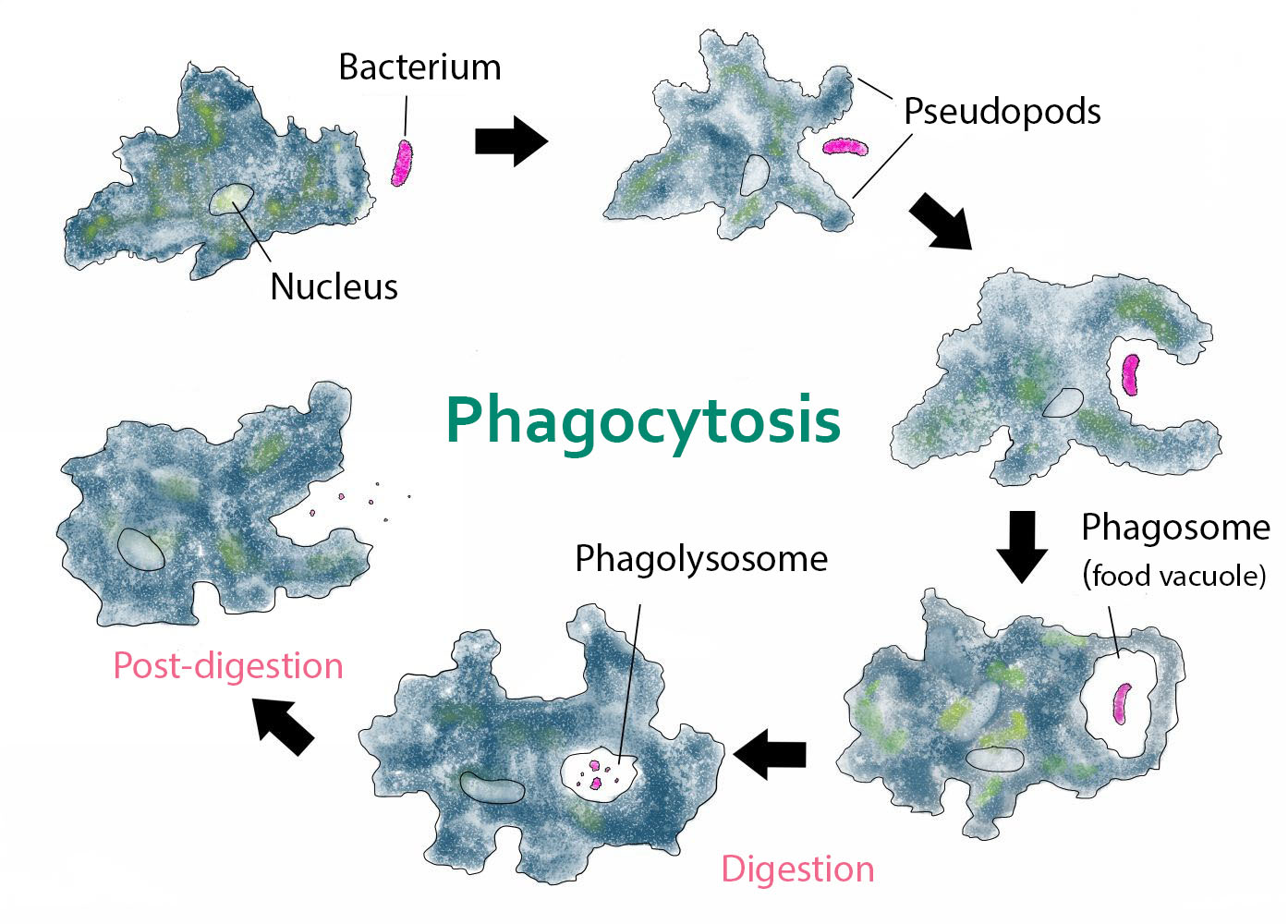
아메바가 세균을 포식하는 과정

### 영양
아메바와 같은 원시 단세포 생물은 면역 목적보다는 영양분을 얻는 수단으로 식작용을 이용한다. 이 생물들은 다른 더 작은 미생물을 탐식하여 파고솜을 통해 세균 하나당 수 분 정도를 소요하여 소화한다. 이 소화 속도는 전문 식세포의 소화 속도보다 훨씬 빠르다. 딕티오스텔리움 디스코이데움(Dictyostelium discoideum)과 같은 토양 아메바의 주된 영양 공급원은 사람에서 재향군인병을 일으키는 세균인 레지오넬라 뉴모필라(Legionella pneumophila)이다. 아메바에서의 파고솜 성숙 과정은 대식세포와 매우 유사하여 아메바는 성숙 솨정을 연구하기 위한 모델 유기체로 이용된다.

### 조직 제거
파고솜은 노화된 세포와 사멸된 세포를 분해하여 조직의 항상성을 유지한다.적혈구는 체내에서 가장 빠른 교체율을 보이며 간과 비장의 대식세포에 의해 포식된다. 배아에서 죽은 세포를 제거하는 과정은 잘 알려지지 않았지만 대식세포나 조혈모세포에서 유래하는 세포가 수행하는 것은 아니라고 알려져 있다. 성인에서만 전문 식세포가 사멸된 세포를 포식한다. 염증은 특정 PAMP나 DAMP에 의해서만 촉발되며, 따라서 노화된 세포를 제거하는 것은 염증을 일으키지 않는다.

### 오토파고솜
오토파고솜은 손상된 세포 소기관을 선택적으로 분해하는 점에 있어 파고솜과 구분된다. 예를 들어 미토콘드리아를 분해하는 마이토파지 과정이 있다. 그러나 세포에 영양이 부족하거나 스트레스가 가해졌을 경우 오토파고솜은 세포 소기관에 아미노산과 다른 영양소를 제공하기 위해 세포 소기관을 비선택적으로 마구 분해할 수도 있다. 오토파지는 전문 식세포에만 제한된 과정이 아니며 세포생물학자인 크리스티앙 드뒤브에 의해 쥐의 간세포에서 처음 발견되었다. 오토파고솜은 이중막을 가지고 있다. 이 중 내막은 탐식된 세포 소기관으로부터, 외막은 소포체나 소포 소관 클러스터로부터 형성되는 것으로 추정된다. 오토파고솜은 내용물을 분해하기 위해 리소좀과도 융합한다. 결핵균이 파고솜의 산성화를 억제한다면 인터페론 감마가 오토파지를 유도하여 성숙 과정을 계속할 수 있게 만든다.

## 박테리아의 침입과 조작
많은 세균이 파고솜의 살균 능력을 회피하거나 오히려 침투 전략으로서 파고솜을 이용하기도 한다.
- 결핵균은 활성 산소종을 생산하지 않는 하기도의 M2 대식세포를 표적으로 한다.[31] 또한 결핵균은 PtpA와 SapM과 같은 인산가수분해효소를 분비하여 신호 전달 경로를 조작하고, 단백질 동원을 방해하며 파고솜의 산성화를 차단한다.[8][32]
- 레지오넬라 뉴모필라는 분비 경로의 다른 부분에 있는 소포를 모방하여 파고솜 막 구조를 바꿔, 리소좀이 파고솜을 인식하지 못하게 하여 융합을 막는다. 세균은 숙주 융합을 방해하는 독소를 분비한다. 이로 인해 레지오넬라가 들어간 소포는 소포체나 소포 소관 클러스터에서 발견되는 막 단백질을 동원한다.[33] 이는 분비 소포를 구조가 변화된 파고솜으로 넘겨줘 세균에 영양분이 공급되게 만든다.
- 리스테리아 모노사이토제네스(Listeria monocytogenes)는 막에 구멍을 뚫는 단백질인 리스테리오라이신 O를 분비하여 파고솜에서 세포질로 탈출한다. 리스테리오라이신은 파고솜의 산성 환경에 의해 활성화된다.[34] 또한 리스테리아는 파고솜 탈출을 촉진하는 두 종류의 인지질분해효소 C를 분비한다.

## 같이 보기
- 식작용
- 식세포
- 파고리소좀